# NGC 3392
NGC 3392 é uma galáxia elíptica (E) localizada na direcção da constelação de Ursa Major. Possui uma declinação de +65° 46' 53" e uma ascensão recta de 10 horas, 51 minutos e 02,9 segundos.
A galáxia NGC 3392 foi descoberta em 3 de Abril de 1791 por William Herschel.